# Разноцветный расписной малюр
Разноцветный расписной малюр(лат. Malurus lamberti) — птица семейства малюровых, обитающая в различных средах обитаниях на большей части Австралии. Выделяются четыре подвида. У вида ярко выражен половой диморфизм: самцы в ярком брачном наряде имеют каштановые плечи, лазурную корону и кроющие перья, а самки, юные особи имеют преимущественно серо-коричневое оперение, хотя самки подвида rogersi и dulcis (ранее называвшийся лиловым расписным малюром) имеют, в основном, сине-серую окраску.
Как и другие расписные малюры, птица совместно гнездящийся вид, причём малые группы птиц охраняют и защищают малые территории круглый год. Группы состоят из социально моногамной пары с несколькими птицами-помощниками, которые участвуют в воспитании молодняка. Самец срывает и дарит жёлтые лепестки своим самкам, демонстрируя навыки ухаживания. Птица, в первую очередь, является насекомоядной, добывая еду и населяя низкорослые кустарники. В отличие от других малюров птица имеет более широкий ареал.

## Таксономия
Разноцветный расписной малюр был официально описан Николасом Эйлуордом Вигорсом и Томасом Хорсфилдом в 1827 году и изначально считался цветной версией прекрасного расписного малюра. Научное название является данью памяти британского коллекционера Эйлмера Бурка Ламберта. Птица является одним из 12 видов рода расписных малюров, встречающийся в Австралии и низменностях Новая Гвинея. Род принадлежит к группе четыре очень похожих видов, известные как каштановые расписные малюры. Три других видов — местные обитатели узких областей Австралии: изящный расписной малюр с мыса Кейп-Йорк, краснокрылый расписной малюр с юго-западной части западной Австралии и синегрудый расписной малюр с южных регионов западной Австралии и полуострова Эйр. Анализ митохондриальной и ядерной ДНК, проведённый в 2011 году Эми Дрискелл и её коллегами, показал, что изящный расписной малюр попадает в одну группу с разноцветным расписным малюром, и является дочерним таксоном пурпурного подвида.
Как и другие малюровые, разноцветный расписной малюр не является близким родственником настоящих крапивников. Изначально расписные малюры считались представителями семейств мухоловковых и славковых из Старого Света, но затем были помещены в недавно образованное семейство малюровых в 1975 году. Анализ ДНК показал, что медососовые и радужные птицы являются близкородственными семействами большого надсемейства Meliphagoidea.

### Подвиды
Выделяются четыре подвида, между ареалами которых существуют зоны с промежуточными формами, отличающиеся вполне определёнными границами между lamberti и другими каштановыми малюрами. Однако молекулярный анализ может прояснить родство и изменить текущее положение таксонов. Ранее пурпурный и бледно-лиловые подвиды рассматривались в качестве отдельных видов.
- M. l. lamberti — номинативный и исходный подвид из восточной Австралии, описанный Вигорсом и Хорсфилдом в 1827 году. В отличие от других подвидов, голова у самца в брачном наряде имеет более однородную синюю окраску, лазурную макушку и кроющие ушные перья[англ.]. Подвид также имеет больше синюю, чем пурпурную спину[10].
- M. l. curculionidae, широко известный как пурпурный расписной малюр, встречается по всей центральной Австралии: от Квинсленда и запада Нового Южного Уэльса до побережья Западной Австралии[11] . Подвид впервые был описан в 1901 году австралийским орнитологом Джоном Альфредом Нортом и назывался пурпурным прекрасным расписным малюром[12]. Размножающиеся самцы этого и двух других северных подвидов отличаются от lamberti тёмной фиолетово-синей макушкой и пурпурной спиной. Тем не менее, самки одинаковые[10]. Между этим и подвидом lamberti есть широкая область, где обитают промежуточные формы. Эта область граничит с Гундивинди, округом Вайд Бэй[англ.], Рокгемптоном и Эмералдом в южной части штата Квинсленд[13].
- M. l. dulcis, широко известный как бледно-лиловый расписной малюр, встречается в Арнем Ленде[11]. Форма была описана в 1908 году орнитологом-любителем Грегори Мэтьюсом[14], хотя до нахождения групп на большей территории северной Австралии долгое время считалась подвидом изящного расписного малюра[13]. Как и у подвида rogersi, самки преимущественно имеют сине-серую, а не серо-бурую окраску, а также белую, а не рыжую уздечку и кольцо вокруг глаз, в отличие от других подвидов[10].
- M. l. rogersi встречается в округе Кимберли. Изначально был описан Мэтьюсом в 1912 году[15]. Он также известен как бледно-лиловый расписной малюр и рассматривается в качестве предыдущего таксона. Хотя самцы очень похожи на широко распространенных материковых сородичей, самки преимущественно сине-серые, а не серо-коричневые. Широкая гибридная зона с самками обоих подвидов обнаружена на северо-востоке западной Австралии и северо-западе северных территорий[16].

Международный союз орнитологов не выделяет подвидов.

### Эволюция
В своей монографии 1982 года орнитолог Ричард Шоддпредполагал, что группа каштановых расписных малюров имеет северное происхождение из-за разнообразия форм на севере Австралии и их отсутствия в юго-восточной части континента. Предки птиц мигрировали на юг и освоили юго-запад около 2 млн лет назад во время тёплого влажного периода в конце плиоцена и начале плейстоцена. Последующие изменения климата привели к утрате мест обитания и разделению популяций. Юго-западные птицы стали краснокрылыми расписными малюрами, северо-западные — разноцветными расписными малюрами, а северо-восточные — изящными расписными малюрами. Дальнейшее изменение климата позволило птицам снова мигрировать на юг, особи, занявшие восток центральной Южной Австралии и полуострова Эйр, стали синегрудыми расписными малюрами. В результате похолодания эти особи оказались изолированным и впоследствии стали самостоятельным видом. После окончания последнего ледникового периода 12 000-13 000 лет назад северные особи разноцветного расписного малюра начали снова мигрировать на юг, в результате чего появился пурпурный подвид assimilis. В результате ареал разноцветных малюров пересёкся с ареалами трёх других видов. Шодд также предположил, что сине-серый цвет самок бледно-лилового подвида был унаследован от предков, в то время как бурая окраска южных форм является следствие приспособления птицы к жаркому климату. Дальнейшие молекулярные исследования могут привести к изменению данной гипотезы.

## Описание

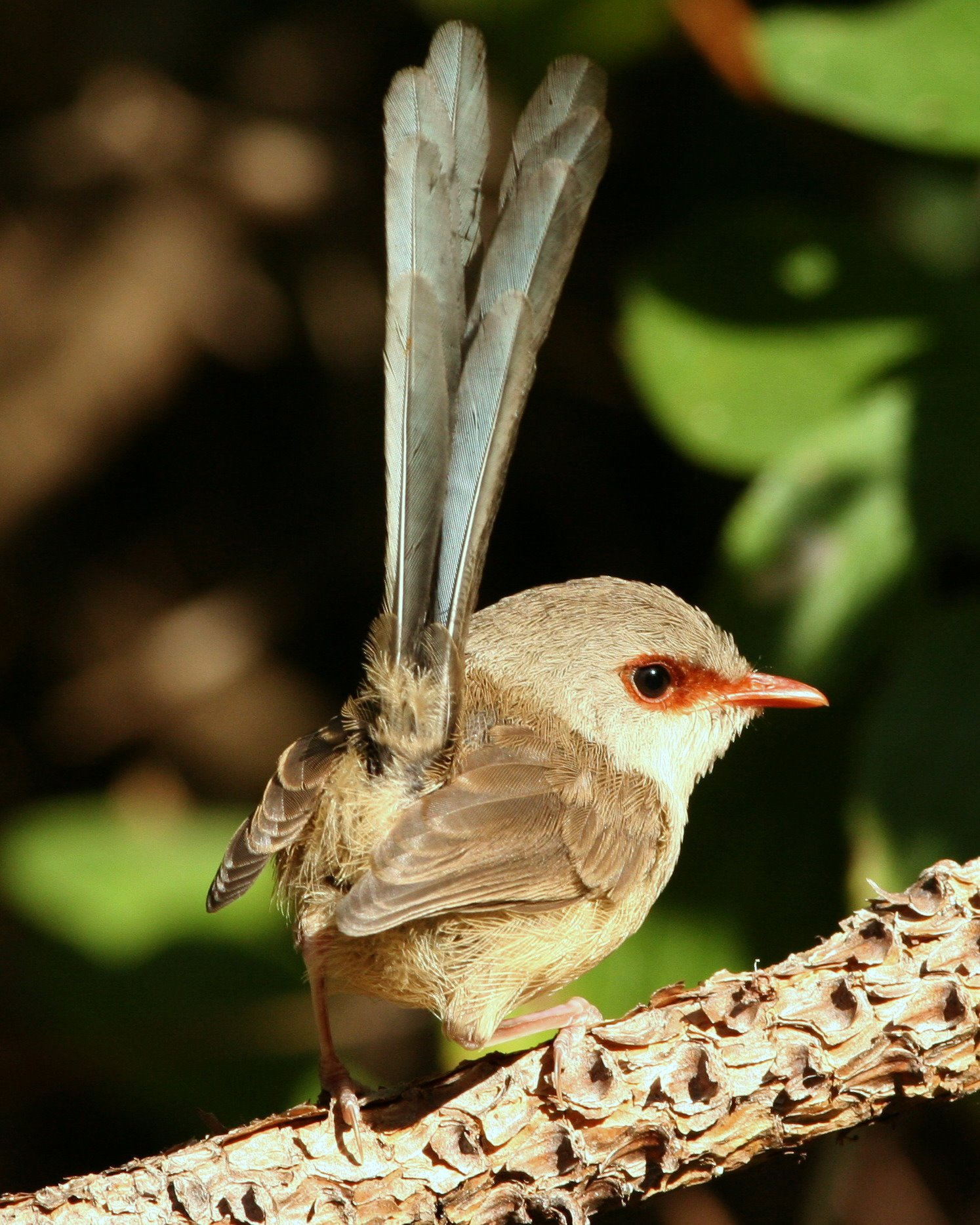
Самка подвида lamberti

Разноцветный расписной малюр 14-15 см в длину и весом 6-11 грамм. Как и другие расписные малюры, птица отличается заметным половым диморфизмом, самцы имеют весьма заметное переливающееся синее брачное оперение, контрастирующее с каштановым и чёрно-серо-коричневым. Яркая макушка и кроющие ушные перья играют заметную роль в брачных играх. Самец в брачном наряде имеет очень яркие голубые кроющие ушные перья, часто слегка тёмную макушку, чёрное горло и затылок, великолепную синюю спину, каштановые предплечья, сине-серый хвост, серо-бурые крылья и белое брюхо. Самцы вне сезона размножения, самки и птенцы имеют преимущественно серо-бурую окраску; все самцы и самки, соответственно, имеют чёрные и красно-коричневые клювы, а также чёрные и яркие рыжие уздечки (кольцо вокруг глаз и лысую область между глазами и клювом). В возрасте шести месяцев у юных самцов развиваются чёрные клювы, а в первый сезон размножения после вылупления облачаются в брачный наряд, который, как правило имеет остатки коричневого оперения. Облачение в совершенстве может занять ещё год или два. Оба пола после размножения линяют осенью, при чём самцы принимают тёмное внебрачное оперение. Повторно птицы линяют зимой или весной, когда наступает период размножения. Синее оперение, в частности, кроющие ушные перья, у самцов сильно переливается из-за плоских и закрученных крючков на бороздке перьев. Синее оперение также сильно отражает ультрафиолетовое излучение, поэтому оно более заметное для других расписных малюров, цветовой спектр находится в этой части спектра.
Вокализация используется среди птиц в основном для общения между ними в социальной группе, а также привлечения особей и защиты территории. Основная песня — сильное щебетание большого количества нот (10-20 в секунду); оно длится 1-4 секунды. Щебетание из разноцветного расписного малюра — одно из самых нежных среди всех малюров. Птицы общаются друг с другом с помощью звуков «тсст» или «сииии», а короткое и резкое «тсит» является сигналом тревоги.

## Распространение и среда обитания
На 90 % территории Австралии разноцветный расписной малюр встречается в кустарниках с большим количеством растительности, обеспечивающей надёжное укрытие. Птица предпочитает каменистые поверхности и участки с акацией, эремофилой или мюленбекией во внутренней и северной Австралии. Чтобы избежать жару, птицы прячутся в норах млекопитающих. В случае городов, таких как пригороды Сиднея, птицы предпочитают районы с большим количеством укрытий, чем родственный прекрасный расписной малюр, хотя обзор 2007 года в северном пригороде Сиднея предполагал, что разноцветный малюр возможно предпочитает регионы с более высоким разнообразием растений, чем плотную растительность. Лесные насаждения сосны и эвкалиптов, как правило, непригодные, поскольку в них отсутствуют подлески.

## Поведение
Как и все расписные малюры, птица является активным и постоянным охотником, особенно на открытом пространстве возле укрытия, а также внутри листвы. Передвижение птицы представляет собой серию забавных прыжков и скачков, равновесие которых поддерживается широким хвостом, который обычно находится в вертикальном положении. Короткие, закругленные крылья обеспечивают хороший первоначальный подъём и используются для коротких, но не долгих перелётов. Весной и летом птицы в течение дня активны на рассвете и поют песни во время охоты. Большое количество насекомых и лёгкая их поимка позволяет птицам отдыхать между набегами. Во время дневного зноя группа часто ютится и отдыхает в укрытиях. Зимой птицы все дни непрерывно кормятся из-за недостатка еды.
Как и у других малюров, самец разноцветного расписного малюра во время брачных игр приносит самкам яркие лепестки цветов. Этот вид, в основном, приносит жёлтые лепестки. Демонстрируются и дарятся лепестки самке на собственной или чужой территории самца.
Разноцветный расписной малюр — совместно гнездящийся вид, создающий пары или малые группы, которые охраняют и защищают территорию круглый год. Хотя и менее изученный, чем прекрасный и блестящий расписные малюры, вид является социально моногамным и имеет беспорядочные половые связи, при чём каждый партнёр спаривается с другими особями. Самки и самцы принимают одинаковое участие в кормлении птенцов, а птицы-помощники защищают территорию и воспитывают молодняк. В плотных зарослях птицы из группы садятся бок о бок и занимаются взаимной чисткой перьев. Иногда отмечаются более крупные группы по 10 птиц, которые являются или случайностью, или непосредственно стаей.
Основные гнездовыми паразитами птиц являются ворона-свистун, флейтовые птицы, смеющаяся кукабара, вороны-флейтисты, врановые и сорокопутовые мухоловки, а также интродуцированные млекопитающие, такие как обыкновенная лисица, одичавшие кошки и чёрная крыса. В случае угрозы со стороны грызунов малюр использует отвлекающую стратегию: опускаются голова, шея и хвост, удерживаются крылья и раздуваются перья, и птица начинает быстро бежать, непрерывно издавая сигнал тревоги.

### Питание
Разноцветный расписной малюр потребляет широкий спектр мелких животных, преимущественно насекомых, включая муравьев, кузнечиков, жуков, мух, долгоносиков и разных личинок. В отличие от прекрасных расписных малюров, питающихся на земле, вид, в основном, добывает еду глубоко в кустарниках, которые составляют менее 2 м в высоту.

### Размножение

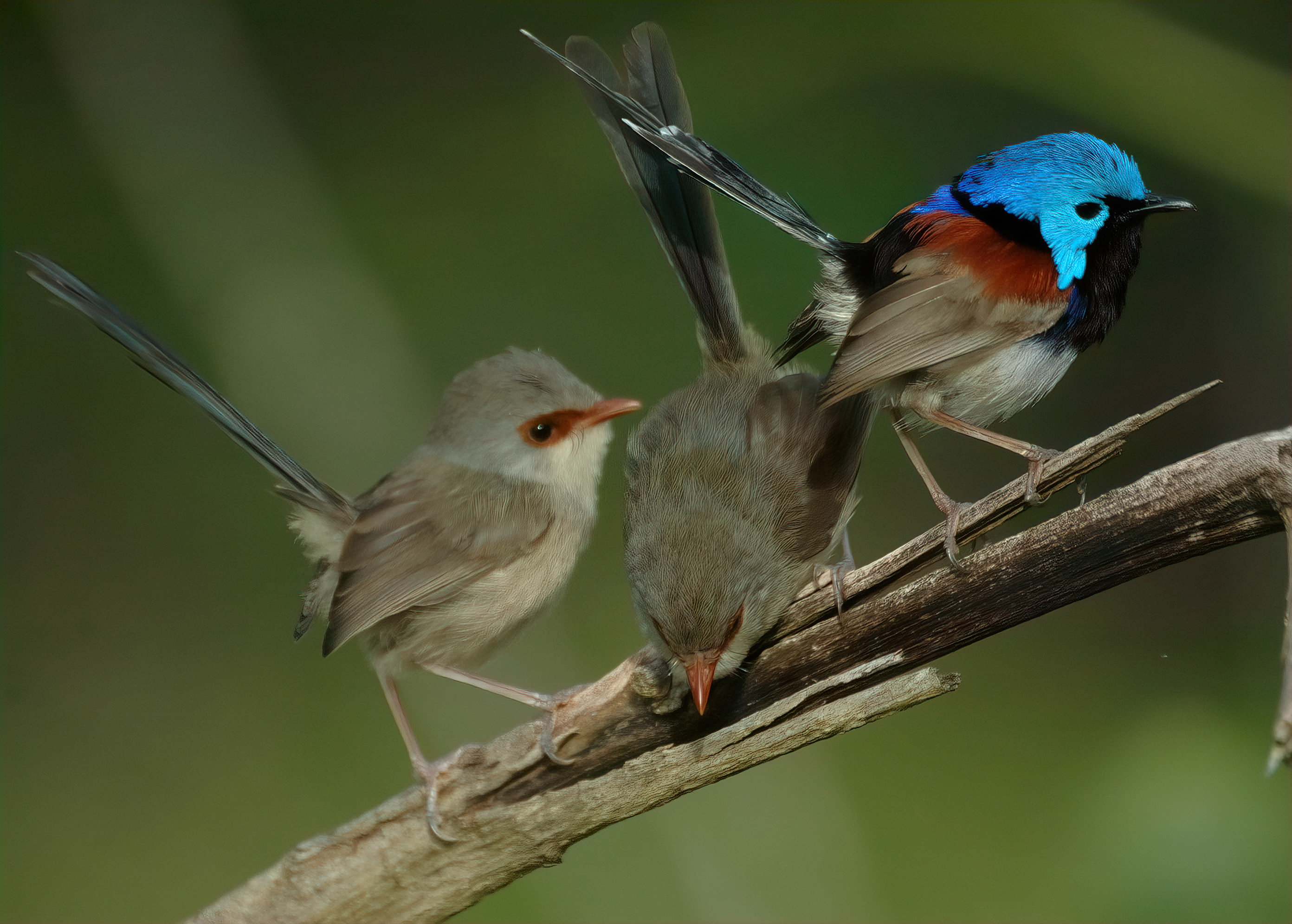
Самец и самки на юго-востоке Квинсленда

Размножение происходит с весны до позднего лета. Гнездо, как правило, расположено в густой растительности высотой менее 1 м над землёй. Гнездо представляет собой круглое или куполообразное сооружение из свободно сплетённых трав и паутины с входом в одной из сторон. В длительный сезон размножения может выращено два или более выводка. Кладка состоит из трёх или четырёх матово-белых яйца размером 12×16 мм с красновато-бурыми пятнами и крапинками. Самка высиживает яйца от 14 до 16 дней, после чего в течение 10-12 дней все члены группы кормят вылупившихся птенцов и выносят их фекалии; к этому времени молодняк начинает оперяться. Родители и птицы-помощники выкармливают около одного месяца. Молодые птицы часто на год или больше остаются в семейной группе в качестве помощников, после чего они улетают в другую группу. Некоторые особи улетают и размножаются уже в первый год. Вид часто выступает в качестве хозяина для гнездовых паразитов краснохвостой бронзовой кукушки, веерохвостой щетинистой кукушки и щетинистой кукушки.

## В культуре
В июне 2002 года разноцветный расписной малюр появился на почтовой марке, являющейся частью выпуска Природа Австралии — Пустыня.